# Центральноазиатские игры
Центральноазиатские игры — спортивное состязание, проводимое каждые два года среди атлетов из стран Центральной Азии . Игры проходят под патронажем Олимпийского совета Азии и Международного олимпийского комитета.

## История
В апреле 1994 года Ташкент посетил президент Международного олимпийского комитета Хуан Антонио Самаранч. Во время встречи президент Узбекистана Ислам Каримов задал ему вопрос о возможности проведения Олимпийских Игр в Ташкенте, на что президент МОК ответил, что для этого, по требованию Олимпийской Хартии, необходимо провести серьезные соревнования, как минимум региональные. После этого в Ташкенте прошло совещание глав Национальных олимпийских комитетов Казахстана, Узбекистана, Кыргызстана, Туркмении и Таджикистана, на котором было принято решение об организации Центральноазиатских игр.
Несмотря на то, что игры должны проходить каждые два года, по различным причинам они не раз отменялись, и после 2005 года фактически не проводятся.

## Страны-участницы
- Казахстан
- Кыргызстан
- Таджикистан
- Туркменистан
- Узбекистан

## Список игр
| Год  | Игры | Место проведения |
| ---- | ---- | ---------------- |
| 1995 | I    | Ташкент          |
| 1997 | II   | Алма-Ата         |
| 1999 | III  | Бишкек           |
| 2001 | IV   | отменены         |
| 2003 | V    | Душанбе          |
| 2005 | VI   | Ташкент          |
| 2021 | VII  |                  |